# Jaroslaw Bielski
Jarosław Bielski (Łódz, 17 de diciembre de 1957) es un director, profesor y actor de teatro polaco afincado en España.

## Trayectoria
Licenciado en la Escuela Universitaria de Arte Dramático de Cracovia en 1983, amplió sus estudios en el Teatro Laboratorio de Jerzy Grotowski.
Hasta 1985 trabaja en Polonia como director y actor de teatro, cine, radio y televisión.
En 1985 llega a España con una beca de Dirección Escénica del Ministerio de Cultura de Polonia y el Ministerio de Asuntos Exteriores de España, y trabaja en el Teatro Español de Madrid con Miguel Narros y en el Centro Dramático Nacional con Lluis Pascual y José Carlos Plaza. Comienza sus labores pedagógicas en 1986 impartiendo clases de Expresión corporal y Prácticas escénicas en el Instituto del Teatro y de las Artes Escénicas de Asturias en Gijón. Desde entonces ha trabajado como profesor de Dirección Escénica e Interpretación en la Escuela Municipal de León, la Escuela Superior de Arte Dramático de Torrelodones y la Real Escuela Superior de Arte Dramático de Madrid. 
En 1989 funda con Socorro Anadón la Compañía de Teatro Nuevo (Compañía Réplika Teatro  desde 1997), que inicia su andadura con el estreno del espectáculo Hacia las sombras verdes de F. Methling en ese mismo año. Más tarde, en 1997 crea, de nuevo con Socorro Anadón, la Academia del Actor (dentro de Réplika Teatro), donde desde entonces ejerce labores pedagógicas en las áreas de Interpretación y Dirección Escénica.
Entre las puestas en escena que ha dirigido pueden citarse: El loco y la monja de Stanislaw Ignacy Witkiewicz (1987), Cuarteto para cuatro actores de Boguslaw Schaeffer (1991),La mujer de la arena de Kobo Abe (1992), Triple retrato de H. Kajzar y J. Bielski (1994), El otro de Miguel de Unamuno (1995), Tango de Slawomir Mrozek (2000), Alguien voló sobre el nido del cuco de Dale Wasserman con música de Chema "Animal" Pérez (2004), Alicia de Daniel Pérez (2004), Esperando a Godot de Samuel Beckett (2005), Hamlet de William Shakespeare con música de Chema "Animal" Pérez (2007), De la vida de las marionetas de Ingmar Bergman con música de Chema "Animal" Pérez (2008), La dama boba de Lope de Vega con música de Chema "Animal" Pérez (2010), El corazón de Chopin de Jaroslaw Bielski (2010), Noches blancas de F. M. Dostoievski (2011) o La gaviota de Antón Chéjov con música de Chema "Animal" Pérez (2013).
Como actor ha trabajado en cine con directores como Julio Medem, Mario Camus o Vicente Aranda y participado en numerosas películas y series de televisión españolas.Entre los años 2010 y 2011 participó en la serie Amar en tiempos revueltos, y en 2013 se incorpora a El secreto de Puente Viejo. También participa en la serie de Telecinco El Príncipe.

## Filmografía

### Cine

#### Largometrajes
| Año  | Título                                 | Personaje       | Director                 | Género            | Duración |
| ---- | -------------------------------------- | --------------- | ------------------------ | ----------------- | -------- |
| 2020 | Los europeos                           | Janos           | Víctor García León       | Drama             | 1h 29m   |
| 2016 | Plan de fuga                           | Nikolay         | Iñaki Dorronsoro         | Acción/Crimen     | 1h 45m   |
| 2014 | La ignorancia de la sangre             | Vasili Lukyanov | Manuel Gómez Pereira     | Suspense          | 1h 49m   |
| 2013 | Casi inocentes                         | Piotr           | Papick Lozano            | Drama             | 1h 52m   |
| 2012 | Un suave olor a canela                 | Hans            | Giovanna Ribes           | Drama             | 1h 34m   |
| 2011 | Área de descanso                       | Cosmos          | Michael Aguiló           | Drama/Suspense    | 1h 37m   |
| 2011 | Emilia Pardo Bazán, la condesa rebelde | Ruso            | Zaza Ceballos            | Biografía         | 1h 36m   |
| 2006 | Cartas de Sorolla                      | Mr. Huntington  | José Antonio Escrivá     | Biografía         | 2h       |
| 2005 | La semana que viene (sin falta)        | Janusz          | Josetxo San Mateo        | Comedia dramática | 1h 45m   |
| 2002 | Valentín                               | Laureano        | Juan Luis Iborra         | Comedia dramática | 1h 50m   |
| 2001 | Solo mía                               | Cliente         | Javier Balaguer          | Drama             | 1h 40m   |
| 2001 | El gran marciano                       | Astronauta ruso | Antonio Hernández        | Ciencia ficción   | 1h 51m   |
| 2000 | Leo                                    |                 | José Luis Borau          | Drama/Suspense    | 1h 26m   |
| 1998 | Los amantes del Círculo Polar          | Álvaro Midelman | Julio Medem              | Drama romántico   | 1h 54m   |
| 1997 | Siempre hay un camino a la derecha     | Bergachovic     | José Luis García Sánchez | Comedia           | 1h 37m   |
| 1997 | Comme des rois                         | Polaco 2        | François Velle           | Comedia           | 1h 35m   |
| 1996 | Libertarias                            | Periodista ruso | Vicente Aranda           | Drama bélico      | 2h 05m   |
| 1995 | Boca a boca                            |                 | Manuel Gómez Pereira     | Comedia romántica | 1h 46m   |
| 1995 | Lazos                                  |                 | Alfonso Ungría           | Comedia           | 53m      |

#### Cortometrajes
| Año  | Título               | Personaje             | Director                | Género            | Duración |
| ---- | -------------------- | --------------------- | ----------------------- | ----------------- | -------- |
| 2015 | El vidente           | Dimitri               | Roberto Suárez Álvarez  | Comedia dramática | 21m      |
| 2015 | Ashes                | Nazi                  | Fernando González Gómez | Historia          | 6m       |
| 2011 | Decapoda Shock       | Hombre cangrejo (voz) | Javier Chillon          | Ciencia ficción   | 10m      |
| 2007 | La palabra que falta |                       | Alfredo Colunga         |                   | 20m      |
| 2000 | Mi patio             | Fran de adulto        | Rafael Ángel Rodríguez  | Drama             | 14m      |

### Televisión

#### Series de televisión
- 2017 - Perdóname, Señor, como Lars Nielsen (Telecinco, ¿? episodios)
- 2017 - Allí abajo, como Eduardo (Antena 3, 1 episodio)
- 2016 - El Caso: Crónica de sucesos, como Hagay (La 1, 1 episodio)
- 2016 - El chiringuito de Pepe, como Dimitri (Telecinco, 1 episodio)
- 2015 - Olmos y Robles, como el Comandante de la Interpol, Gueretz (La 1, 5 episodios)
- 2015 - Carlos, Rey Emperador, como Jakob Fugger (La 1, 1 episodio)
- 2015 - Sin identidad, como Klaus Heffner (Antena 3, 3 episodios)
- 2015 - Águila Roja (La 1, 3 episodios)
- 2014-2016 - El príncipe, como Jefe del CNI (Telecinco, 6 episodios)
- 2013 - El secreto de Puente Viejo, como Vladimiro (Antena 3, 37 episodios)
- 2012 - La que se avecina, como un ruso apostador (Telecinco, 1 episodio)
- 2010-2011 - Amar en tiempos revueltos, como Joachim Levi/Johan Lemper (La 1, 124 episodios)
- 2007 - Hospital central, como Nikolay (Telecinco, 1 episodio)
- 2004 - Ana y los 7 (La 1, 5 episodios)
- 2004 - Un paso adelante (La 1, 1 episodio)
- 2003 - El pantano, como Dimitri (Antena 3, 2 episodios)
- 2002, 2005-2006 - El comisario, como Rafael "Rafa" (Telecinco, 3 episodios)
- 2001 - Antivicio (Antena 3, 1 episodio)
- 2000 - Policías, en el corazón de la calle, como JC (Antena 3, 3 episodios)
- 2000 - Raquel busca su sitio (La 1, 1 episodio)
- 2000 - Ala...dina, como Ruso 1 (La 1, 1 episodio)
- 2000 - Mediterráneo (Telecinco)
- 1999 - Compañeros (Antena 3, 1 episodio)
- 1999 - A las once en casa (La 1, 1 episodio)
- 1998 - Hermanas, como Alfredo (Antena 3, 12 episodios)
- 1998 - Periodistas, Uscatesco (Antena 3, 1 episodio)
- 1996-1997 - Éste es mi barrio (Antena 3, 10 episodios)
- 1995 - Crónicas urbanas (La 1)
- 1995 - Aquí hay negocio (La 1)
- 1994 - Villarriba y Villabajo (La 1, 1 episodio)
- 1994 - Farmacia de guardia, como Alejandro "Álex" (Antena 3, 1 episodio)

#### Tv Movies o Mini-serie
- 2012 - Gernika bajo las bombas, como el Director de Times Sr. Astor (2 episodios)
- 2010 - Inocentes, como Iván (Telecinco, 2 episodios)
- 2006 - Cartas de Sorolla, como Archer Milton Huntington (1 episodio)
- 1998 - El coyote (1 episodio)
- 1995 - Lazos (La 1, 1 episodio)

#### Programas de Televisión
- 2008 - La mandrágora, como invitado (La 1, en 2 ocasiones)

### Teatro

#### Como actor y director
- 2013 - La gaviota, de Anton Chéjov (con la compañía Réplika Teatro)
- 2012 - 1' 30'', de Carlos Molinero (con la compañía Teatro por Dinero)
- 2011 - Los emigrados, de Slawomir Mrozek (con la compañía Réplika Teatro)
- 2009 - Comedia para siete actores, de Boguslaw Schaeffer (con la compañía Réplika Teatro)
- 2007 - El cartero siempre llama dos veces, de James M. Cain (con la compañía Réplika Teatro)
- 1993 - Ensayos para siete, de Boguslaw Schaeffer (con la compañía de Teatro Nuevo)
- 1992 - La mujer de la arena, de Kobo Abe (con la compañía de Teatro Nuevo)

#### Como director

##### Polonia
- 1981 - Severa vigilancia, de Jean Genet
- 1979 - La terapia, de Jaroslaw Bielski
- 1978 - Espectáculo Poético, de Jaroslaw Bielski
- 1978 - Las Juvenalias, de Stanisław Witkiewicz

##### España
- 2020 - El proceso de Franz Kafka (con la compañía Réplika Teatro)
- 2019 - Ivón, princesa de Borgoña de Witold Gombrowicz (con la compañía Réplika Teatro)
- 2018 - Autorretrato de Helmut Kajzar y Jarosław Bielski (con la compañía Réplika Teatro)
- 2016 - El casamiento de Witold Gombrowicz (con la compañía Réplika Teatro)
- 2015 - El jardín de los cerezos de Anton Chéjov (con la compañía Réplika Teatro)
- 2013 - La gaviota de Anton Chéjov (con la compañía Réplika Teatro)
- 2011 - Los emigrados de Slawomir Mrozek (con la compañía Réplika Teatro)
- 2011 - Noches blancas de Fiódor Dostoievski (con la compañía Réplika Teatro)
- 2010 - El corazón de Chopin de Jaroslaw Bielski (con la compañía Réplika Teatro)
- 2008 - De la vida de las marionetas, de Ingmar Bergman (con la compañía Réplika Teatro)
- 2007 - Alicia a través del espejo, de Daniel Pérez (con la compañía Réplika Teatro)
- 2007 - Hamlet, de William Shakespeare (con la compañía Réplika Teatro)
- 2005 - Esperando a Godot, de Samuel Beckett (con la compañía Réplika Teatro)
- 2004 - Alicia de Daniel Pérez, basada en Alicia en el País de las Maravillas de Lewis Carroll (con la compañía Réplika Teatro)
- 2004 - Alguien voló sobre el nido del cuco, de Dale Wasserman (con la compañía Réplika Teatro)
- 2003 - Nuestra cocina, de J.L. Alonso de Santos (con la compañía Réplika Teatro)
- 2002 - Reciclajes, dramaturgia y dirección de Jaroslaw Bielski (con la compañía Réplika Teatro)
- 2001 - El cerco basado en Las Mocedades del Cid, comedia segunda de Guillén de Castro (con la compañía Réplika Teatro)
- 2000 - Tango, de Sławomir Mrożek (con la compañía Réplika Teatro)
- 1999 - Pasos, de Samuel Beckett (con la compañía Réplika Teatro)
- 1997-1998, 2010 - La dama boba, de Lope de Vega (con la compañía Réplika Teatro)
- 1996 - Muerte joven, de G. Nawrocki (con la compañía Réplika Teatro)
- 1995 - El otro, de Miguel de Unamuno (con la compañía Réplika Teatro)
- 1992 - Triple retrato, de Helmut Kajzar y Jaroslaw Bielski (con la compañía Réplika Teatro)
- 1991, 2003 - Cuarteto para cuatro actores, de Boguslaw Schaeffer, (con la compañía Réplika Teatro, en coproducción con el Centro Dramático Nacional)
- 1991 - El deseo, de Josep Mª Benet y Jornet (como Taller de IV curso en el Instituto del Teatro y de las Artes Escénicas en Gijón)
- 1990 - El color del agua, de Maxi Rodriguez (premio Marqués de Bradomín), (estreno en el Teatro Campoamor de Oviedo)
- 1990 - Éxtasis, de Pablo Neruda, Luis Miguel y Miguel Hérnandez (con la compañía Contrapunto de Madrid)
- 1989 - El ayunador|El ayunador. Un artista del hambre, de Tadeusz Różewicz (con el Teatro Estable de Navarra)
- 1988 - Matrimonio blanco, de Tadeusz Różewicz (con el Teatro Estable de Navarra)
- 1988 - Las criadas, de Jean Genet (on la compañía La Gotera de Gijón)
- 1987 - El loco y la monja de Stanisław Witkiewicz (con el Teatro Estable de Navarra)